# Alfred Louis Kroeber
Alfred Louis Kroeber (11 juin 1876 - 5 octobre 1960) est un anthropologue américain de la première partie du XXe siècle. Il fut spécialiste des populations nord-américaines et en particulier des Amérindiens de Californie.

## Biographie

### Jeunesse
Il est né à Hoboken dans le New Jersey, de parents d'origine protestante allemande. Son père, Florenz Friederick Martin Kroeber, est venu d'Allemagne aux États-Unis à l'âge de dix ans, avec ses parents et sa famille ; il devient importateur d'horloges françaises puis producteur d'horloges en s'associant avec Nicholas Mueller, lui aussi immigré allemand, dont il épouse la fille, Johanna Mueller, en 1870. La famille appartenait à un milieu germano-américain de classe moyenne supérieure, classique et rationaliste, éduqué dans la tradition intellectuelle allemande, et d'ascendance mixte juive et protestante,.
La famille déménage à New York alors qu'Alfred était encore très jeune. Il a trois frères et sœurs plus jeunes que lui et tous s'intéressent aux études. La famille était bilingue, parlant l'allemand à la maison.

### Études
Lorsque sa famille aménage à New York, Alfred y reçoit des cours particuliers et fréquente des écoles privées, où il commence à étudier le latin et le grec, débutant ainsi un intérêt pour les langues qui durera toute sa vie.
Il entre au Collège Columbia à l'âge de 16 ans, rejoint la Philolexian Society (en) et obtient une licence d'anglais en 1896 et un MA en théâtre de l'époque romantique en 1897. Changeant de domaine pour celui, nouveau, de l'anthropologie, il obtient son PhD sous la direction de Franz Boas à l'université Columbia en 1901 ; sa thèse de 28 pages sur le symbolisme décoratif est basée sur son travail de terrain chez les Arapahos. Il s'agit du premier doctorat en anthropologie décerné par l'université Columbia.

### Carrière
Il travaille la plus grande partie de sa carrière à l'université de Californie, à Berkeley. Intellectuel libéral, il s'engage au côté des Amérindiens de Californie pour la reconnaissance de leurs droits fonciers. Il met l'accent sur la similitude entre les bateaux cousus des Chumash et les embarcations des Polynésiens qui marque, selon lui, un possible contact pré-colombien entre les deux populations. Cette hypothèse, depuis abandonnée par les archéologues, a récemment été défendue à nouveau.
S'il est surtout connu pour ses travaux en ethnologie, il a également apporté des contributions significatives en archéologie, en anthropologie physique et en ethnolinguistique, ce qui fait de lui un anthropologue dans le sens le plus large du terme. Kroeber n'a pourtant jamais livré de grande monographie d'une société, contrairement à beaucoup de ses plus illustres contemporains.

### Famille
Il a épousé Theodora Kraków Brown, qui publiera après sa mort, sous le nom de Theodora Kroeber, un livre sur Ishi. Alfred Kroeber adopte les deux enfants de sa femme d'un précédent mariage, Ted et Clifton. Ils ont deux enfants, le critique littéraire Karl Kroeber et l'écrivaine Ursula K. Le Guin. Il meurt d'insuffisance cardiaque à Paris en 1960, lors d'une conférence en anthropologie.

## Critiques
L'article « Caste » qu'il a publié dans l'Encyclopedia of Social Sciences (vol III, 1930, 254b-257a) a été fortement critiqué par l'anthropologue Louis Dumont.
En juillet 2021, le comité d'examen des noms de bâtiments de l'Université de Californie à Berkeley a décidé à l'unanimité de débaptiser le Kroeber Hall, qui portait son nom, à la suite de critiques envers son présumé manque de respect envers les Amérindiens, malgré leur récusation par une des professeurs d'anthropologie de Berkeley, Nancy Scheper-Hughes.

## Publications
- Ethnology of the Gros Ventre : War experiences of individuals. Dans Anthropological Papers of the American Museum of Natural History 1(4):196-222. 1908.
- Introduction dans American Indian Life, édité par Elsie Clews Parsons, pages 5-16. Lincoln, Nebr. : University of Nebraska Press. 1922 (1967).